# Саркофаг на Уми
Саркофагът на Уми (на македонска литературна норма: Саркофаг на Уми) е османски саркофаг от XVI век, намиращ се в град Скопие, Република Македония.
Саркофагът е част от комплекса на Мустафа паша джамия, близо до Мустафа паша тюрбе. В него е погребана Уми, за която се смята, че е дъщеря на дарителя на джамията Мустафа паша. Саркофагът е изработен от камък и е богато украсен с растителни орнаменти и руми мотиви. Има два изключително впечатляващи калиграфски надписа на персийски език.